# James Ellsworth
James Ellsworth Morris (Baltimore, Maryland, 11 de diciembre de 1984), es un luchador profesional estadounidense conocido por sus apariciones esporádicas en WWE, donde compitió en su marca SmackDown. Morris también suele competir en el circuito independiente bajo el nombre de Jimmy Dream.

## Carrera

### Circuito independiente (2002-2016)
Durante gran parte de su carrera hizo equipo con Adam Ugly bajo el nombre conjunto de Pretty Ugly. El equipo ganó varios campeonatos regionales del noreste de Estados Unidos, incluyendo First State Championship Wrestling, American Combat Wrestling y Big Time Wrestling. Pretty Ugly debutó en 302 Pro Wrestling en su primer show y se convirtieron en los primeros campeones en parejas de esa promoción.

### WWE (2016-2017)
Realizó su primera aparición para la WWE en el episodio de Raw del 25 de julio de 2016 en un combate donde se supondría que sería vencido por Braun Strowman. En esa ocasión dijo que "Cualquier hombre con dos manos tiene una oportunidad para combatir", para animarse a sí mismo y a otros luchadores. En el episodio de Smackdown Live del 13 de septiembre, se suponía que haría equipo con AJ Styles, pero fue atacado por The Miz mientras se dirigía al ring. Por lo tanto, no pudo participar en el combate siendo reemplazado por The Miz.
En el episodio de Smackdown Live del 11 de octubre, el campeón mundial A.J. Styles eligió a Ellsworth como su oponente para un combate no titular, al mismo tiempo que Daniel Bryan (Gerente General de Smackdown Live) nombró a Dean Ambrose como árbitro especial de ese combate. Ambrose, a raíz de su rivalidad con Styles, intencionalmente favoreció a Ellsworth (contestando su teléfono móvil en pleno combate, no procediendo correctamente, etc) y al final Ellsworth se llevó la victoria luego de que Ambrose atacó a Styles aplicándole el Dirty Deeds 2 veces. Como resultado, Ellsworth apareció en el programa Talking Smack para comentar el incidente. A Ellsworth se le concedió un combate titular para la semana siguiente. En esa ocasión, Ambrose fue encargado de la campana y anunciador al mismo tiempo. Durante el combate, Ambrose constantemente distrajo a Styles, y Ellsworth casi gana aplicando un No Chin Music a Styles. Al final, Ellsworth ganó por descalificación cuando Styles ignoró una advertencia de conteo de 5. Sin embargo, Styles retuvo el título, debido a que en situaciones de descalificación, el título no cambia de manos.
El 8 de noviembre de 2016, el comisionado de Smackdown Live, Shane McMahon anunció que Ellsworth sería la mascota del equipo en Survivor Series. En dicho evento, se escondió debajo del ring para retener el pie de Braun Strowman e impedir que regrese al ring, siendo finalmente eliminado. Después de la lucha, un Strowman molesto persiguió a Ellsworth, hasta lanzarlo sobre una mesa a un costado del escenario de entrada. Dos días después en SmackDown Live, derrotó nuevamente a AJ Styles, esta vez en una Ladder Match, obteniendo un contrato con la marca. En TLC, apareció para supuestamente ayudar a Dean Ambrose, pero cambió a heel por primera vez en la compañía al empujar a Ambrose de la escalera, permitiéndole a Styles retener el Campeonato De WWE Mundial Pesado.
El 14 de diciembre En Smackdown Live Apareció con gripe por lo que su oportunidad titular se pospuso. El 20 de diciembre fue derrotado en 34 segundos por Styles, reteniendo este su título. Después de la lucha Styles atacó a Ellsworth, teniendo que ir al hospital como consecuencia. Antes de irse, Dasha Fuentes lo entrevisto, pero el no podía hablar y luego apareció Carmella diciendo que si acaso no veía lo lastimado que estaba y luego se lo llevó con ella. Más después Carmella empezó a vestir a Ellsworth como rapero buena onda y así James ayudando a Carmella a ganar luchas con trampa sería ligeramente inclinado al lado heel.
Hizo una aparición sorpresa en el Royal Rumble Match de 2017 entrando en el N°11 pero fue eliminado por Braun Strowman.
El 18 de junio durante Money in the Bank, apareció ayudando a Carmella, donde subió la escalera metálica, descolgar el maletín y dárselo a ella, el resultado armó controversia, y derivo que Carmella fuera despojada del maletín, el 27 de junio, en Smackdown Live, se volvió a repetir la lucha por el SmackDown Women's Championship Money in the Bank, pero a pesar de que tenía prohibida la entrada al coliseo, de nueva cuenta vuelve a intervenir a favor de Carmella, aunque en esa ocasión fue detenido por Becky Lynch, y gracias a eso Carmella pudo ganar de nueva cuenta el maletín, a la semana siguiente, debido a sus acciones, y al violar la orden que se le puso, fue multado y también suspendido 30 días (Kayfabe) por el gerente general Daniel Bryan.
El 15 de noviembre de 2017 fue despedido de WWE porque no interesaba su personaje.

### Regreso a la WWE (2018)
El 17 de junio de 2018 en Money in the Bank, Ellsworth regresó a la WWE, ayudando a Carmella a conservar el Campeonato Femenino de SmackDown contra Asuka, restableciéndose como heel y reiniciando su relación en pantalla con Carmella a partir de 2018. James comenzó a pelear con Asuka y comenzó a enfrentarla, pero contó con la ayuda de Carmella. Ellsworth tuvo una revancha contra Asuka en un lumberjack match, pero fue derrotado y usó spray de pimienta en los ojos de Asuka. La Gerente General de SmackDown Live Paige suspende a Ellsworth en una jaula de tiburones en Extreme Rules por sus acciones. En Extreme Rules, Ellsworth salió de la jaula, haciendo que Asuka volviera a perder ante Carmella, luego de la lucha Asuka atacó a Ellswoth con un Asuka Lock. En el episodio del 24 de julio de  SmackDown Live , Ellsworth interrumpió un contrato  SummerSlam del contrato del Campeonato de la WWE entre AJ Styles y Samoa Joe, durante el cual Ellsworth fue despedido después de insultar al General Mánager Paige.

### Impact Wrestling (2018)
El 14 de octubre, Ellsworth hizo su debut en Impact Wrestling en el evento Bound for Glory respondiendo el reto abierto de Eli Drake donde salió derrotado.

## Campeonatos y logros
- Grim Toy's Show (GTS)
  - Intergender (World) Championship (1 vez, actual y el primero)
  - GTS Tag Team Championship (2 veces) - con Grim
- 302 Professional Wrestling
  - 302 Tag Team Championship (1 vez) - con Adam Ugly

- Covey Promotions
  - CP Cruiserweight Championship (1 vez)
  - CP Tag Team Championship (1 vez) - con Adam Ugly

- American Combat Wrestling
  - ACW Tag Team Championship (1 vez) - con Adam Ugly

- First State Championship Wrestling
  - 1CW Tag Team Championship (1 vez) - con Adam Ugly

- Adrenaline Championship Wrestling
  - AWC Tag Teams Championships (1 vez,Actual) - con Gillberg